# Thomas Schöning
Thomas Schöning OT (* wahrscheinlich in Riga; † 11. August 1539 in Kokenhusen) war von 1528 bis zu seinem Tod 1539 Erzbischof von Riga.

## Leben
Thomas Schöning war ein Sohn des Rigaer Bürgermeisters und Vogts des Erzstifts Riga, Johann Schöning. Ab 1495 besuchte er eine Schule im holländischen Zwolle und 1499–1500 studierte er an der Universität Rostock, wo er 1500 an der Philosophischen Fakultät zum Bakkalar promoviert wurde. Später war er Domherr des Rigaer Domkapitels, wo er zum Propst aufstieg. In dieser Position wählte ihn das Domkapitel nach dem Tod des Erzbischofs Johannes VII. Blankenfeld 1528 zu dessen Nachfolger. Allerdings hatte Erzbischof Blankenfeld zu seinen Lebzeiten Herzog Georg von Braunschweig-Lüneburg zu seinem Nachfolger vorgeschlagen, dessen Ernennung auch von Kaiser Karl V. betrieben wurde. Deshalb entsandte der Ordensmeister Wolter von Plettenberg, der einen Nachfolger aus den Reihen des Deutschen Ordens bevorzugte, Thomas Schöning zu Herzog Georg, der daraufhin auf die Kandidatur verzichtete. Zugleich versprach der Ordensmeister dem Domkapitel und dem neu ernannten Erzbischof, beide hinsichtlich der Einsetzung in ihre alten Rechte zu unterstützen. Seit dem Vertrag von Kirchholm 1452 waren die Hoheitsrechte und die Stiftsgüter je zur Hälfte zwischen dem Erzbischof und dem Ordensmeister aufgeteilt. Während der Amtszeit des Erzbischofs Johannes Blankenfeld war diesem jedoch die Herrschaft über die erzbischöfliche Hälfte von der Stadt Riga entzogen und dem Ordensmeister übertragen worden. 
Schon bald geriet Thomas Schöning jedoch sowohl mit dem Ordensmeister als auch mit der Stadt Riga in Streitigkeiten, weshalb er eine Klage beim Reichskammergericht einreichte, mit der er teilweise erfolgreich war. Nachfolgend verständigte er sich mit dem Ordensmeister Wolter von Plettenberg in der Weise, dass der Orden auf die Hoheitsrechte verzichtete und dem Erzbischof wieder die halbe Herrschaft über die Stadt Riga zustehen sollte. Eine Einigung mit der Stadt Riga kam jedoch nicht zustande, da sich Schöning nach wie vor zur Alten Kirche bekannte, während sich in der Stadt Riga das Luthertum ausbreitete. Die Stadt war zwar bereit, dem Erzbischof die weltliche Oberhoheit, nicht jedoch die geistliche zuzugestehen, so dass er wiederum eine Klage beim Reichskammergericht führte. Obwohl kurze Zeit später die Restitution der Stiftsgüter erfolgte, brachte die Stadt Riga diese jedoch bald wieder an sich. 
Wegen der andauernden Streitigkeiten konnte Thomas Schöning nicht in Riga residieren. Meistens hielt er sich auf dem erzbischöflichen Schloss Kokenhusen auf. Bereits 1529 bestimmte er den Markgrafen Wilhelm von Brandenburg zum Koadjutor und künftigen Nachfolger. Am 11. August 1539 starb er auf Schloss Kokenhusen. Sein Leichnam wurde er in der Pfarrkirche von Kukenhusen beigesetzt.